# Mandurah
Mandurah è una città situata nella regione di Peel, in Australia Occidentale; essa si trova 70 chilometri a sud di Perth ed è la sede della Città di Mandurah. Al censimento del 2016 contava 96.736 abitanti.